# Groupe Giros-Loucheur
Pour les articles homonymes, voir Giros et Loucheur.
Le Groupe Giros-Loucheur (ou Girolou) est une entreprise française fondée en 1899, par deux ingénieurs, Alexandre Giros et Louis Loucheur. 

## Histoire
Le groupe Giros-Loucheur est créée pour entreprendre :
- des usines hydro-électriques[1] ;
- des installations thermiques ;
- des réseaux de distributions électriques ;
- des lignes de chemins de fer secondaires et tramways.

Vers 1905, Giros et Loucheur s'associent au baron Empain pour fournir de l'électricité au réseau métropolitain de Paris.
Dans le domaine ferroviaire, le groupe Giros-Loucheur possédait des participations dans les réseaux suivants :
- les chemins de fer départementaux de la Haute-Vienne[4] ;
- les tramways de Lille - Roubaix - Tourcoing ;
- le chemin de fer de l'Est de Lyon ;
- le chemin de fer de Pau-Oloron-Mauléon ;
- les chemins de fer des Basses-Pyrénées et Pays Basques[5] ;
- les Voies ferrées départementales du Midi[6].

Le groupe a projeté de construire un réseau de tramways électriques suburbains en Champagne. Il a créé à cet effet, la Compagnie des chemins de fer électriques de Champagne.
En 1908, Girolou devient la Société générale d'entreprises (SGE).
En 1914, la SGE est le 2e groupe français de travaux publics, derrière la GTM, mais devant la Société de construction des Batignolles et Fougerolle Frères.